# 노부나가촌
노부나가촌(延永村)은 일본 후쿠오카현 미야코군에 설치되었던 촌이다. 현재의 유쿠하시시의 일부에 해당한다.